# کرم‌ها انقلاب
کرم‌ها انقلاب (به انگلیسی: Worms Revolution) یک بازی ویدئویی تاکتیکی نوبتی مبتنی بر توپخانه دوبعدی است که توسط تیم ۱۷ توسعه یافته و بخشی از سری کرم‌ها می‌باشد. این بازی در اکتبر ۲۰۱۲ برای پلی‌استیشن ۳، ویندوز از طریق استیم و اکس‌باکس ۳۶۰ منتشر شد. نسخه OS X در ۶ ژوئن ۲۰۱۳ عرضه گردید. نسخه پلی‌استیشن ویتا شامل تمامی سه بسته دانلودی قبلی منتشر شده و با عنوان Worms Revolution Extreme در ۸ اکتبر ۲۰۱۳ منتشر شد. این نسخه از بازی به عنوان بخشی از یک بسته تبلیغاتی همراه با سیستم پلی‌استیشن تی‌وی عرضه شد. مانند بازی‌های قبلی این سری، گیم‌پلی بازی دوبعدی و نوبتی است، اما با یک موتور جدید سه‌بعدی رندر شده است. بازی هم حالت تک‌نفره و هم چندنفره دارد که تا چهار بازیکن را به صورت آنلاین یا در حالت hotseat محلی پشتیبانی می‌کند.